# ناحیه‌های خودمختار پرتغال
دو ناحیه خودمختار پرتغال (پرتغالی: Regiões Autónomas de Portugal) شامل آزور (Região Autónoma dos Açores) و مادیرا (Região Autónoma da Madeira) هستند. این دو ناحیه en:Continental Portugalاقلیم‌های پرتغال (Portugal Continental) بوده و جزئی از جمهوری پرتغال هستند.

## طرح
این طرح با کمک معلم محلی - و مربی زاپاتا - اوتیلیو مونتانیو سانچز تهیه شد.